# Mikko Ronkainen
Mikko Tapani Ronkainen (ur. 25 listopada 1978 w Muurame) – fiński narciarz dowolny. Zdobył złote medale w jeździe po muldach na mistrzostwach świata w Whistler oraz na mistrzostwach świata w Deer Valley. Ponadto wywalczył srebrny medal jeździe po muldach na igrzyskach olimpijskich w Turynie. Najlepsze wyniki w Pucharze Świata osiągnął w sezonie 2000/2001, kiedy to triumfował w klasyfikacji generalnej, oraz w klasyfikacji jazdy po muldach.

## Osiągnięcia

### Igrzyska olimpijskie
| Miejsce | Dzień     | Rok  | Miejscowość    | Konkurencja      | Zwycięzca          |
| ------- | --------- | ---- | -------------- | ---------------- | ------------------ |
| 8.      | 12 lutego | 2002 | Salt Lake City | Jazda po muldach | Janne Lahtela      |
| 2.      | 15 lutego | 2006 | Turyn          | Jazda po muldach | Dale Begg-Smith    |
| 14.     | 14 lutego | 2010 | Vancouver      | Jazda po muldach | Alexandre Bilodeau |

### Mistrzostwa świata
| Miejsce | Dzień       | Rok  | Miejscowość          | Konkurencja                 | Zwycięzca                 |
| ------- | ----------- | ---- | -------------------- | --------------------------- | ------------------------- |
| 15.     | 10 marca    | 1999 | Meiringen            | Jazda po muldach            | Janne Lahtela             |
| 17.     | 14 marca    | 1999 | Meiringen            | Jazda po muldach podwójnych | Johann Grégoire           |
| 1.      | 19 stycznia | 2001 | Whistler             | Jazda po muldach            | -                         |
| 4.      | 21 stycznia | 2001 | Whistler             | Jazda po muldach podwójnych | Stéphane Yonnet           |
| 1.      | 31 stycznia | 2003 | Deer Valley          | Jazda po muldach            | -                         |
| 9.      | 1 lutego    | 2003 | Deer Valley          | Jazda po muldach podwójnych | Jeremy Bloom              |
| 9.      | 19 marca    | 2005 | Ruka                 | Jazda po muldach            | Nathan Roberts            |
| 4.      | 20 marca    | 2005 | Ruka                 | Muldy podwójne              | Toby Dawson               |
| 36.     | 9 marca     | 2007 | Madonna di Campiglio | Jazda po muldach            | Pierre-Alexandre Rousseau |

### Puchar Świata

#### Miejsca w klasyfikacji generalnej
- sezon 1995/1996: 127.
- sezon 1997/1998: 103.
- sezon 1998/1999: 20.
- sezon 1999/2000: 12.
- sezon 2000/2001: 1.
- sezon 2001/2002: 12.
- sezon 2002/2003: 10
- sezon 2003/2004: 46.
- sezon 2004/2005: 9.
- sezon 2005/2006: 42.
- sezon 2006/2007: 62.
- sezon 2009/2010: 90.

#### Miejsca na podium
1. Madarao – 21 lutego 1999 (Muldy podwójne) – 2. miejsce
2. Tandådalen – 27 listopada 1999 (Jazda po muldach) – 1. miejsce
3. Deer Valley – 7 stycznia 2001 (Jazda po muldach) – 1. miejsce
4. Iizuna – 11 lutego 2001 (Jazda po muldach) – 1. miejsce
5. Himos – 11 marca 2001 (Jazda po muldach) – 2. miejsce
6. Inawashiro – 3 marca 2002 (Jazda po muldach) – 1. miejsce
7. Ruka – 16 marca 2002 (Jazda po muldach) – 1. miejsce
8. Sauze d’Oulx – 7 grudnia 2002 (Jazda po muldach) – 1. miejsce
9. Madonna di Campiglio – 14 grudnia 2002 (Jazda po muldach) – 2. miejsce
10. Inawashiro – 15 lutego 2003 (Jazda po muldach) – 2. miejsce
11. Ruka – 6 grudnia 2003 (Jazda po muldach) – 3. miejsce
12. Madonna di Campiglio – 19 grudnia 2003 (Jazda po muldach) – 2. miejsce
13. Inawashiro – 15 lutego 2004 (Muldy podwójne) – 3. miejsce
14. Lake Placid – 15 stycznia 2005 (Jazda po muldach) – 2. miejsce
15. Sauze d’Oulx – 18 lutego 2005 (Jazda po muldach) – 3. miejsce
16. Voss – 26 lutego 2005 (Jazda po muldach) – 1. miejsce
17. Inawashiro – 5 marca 2006 (Jazda po muldach) – 1. miejsce
18. Inawashiro – 18 lutego 2007 (Jazda po muldach) – 2. miejsce

- W sumie 8 zwycięstw, 7 drugich i 3 trzecie miejsca.